# Indopadilla sonsorol
Espèce
Synonymes
- Bavia sonsorol Berry, Beatty & Prószyński, 1997

Indopadilla sonsorol est une espèce d'araignées aranéomorphes de la famille des Salticidae.

## Distribution
Cette espèce est endémique de Sonsorol aux Palaos,.

## Description
Le mâle holotype mesure 8,1 mm.

## Systématique et taxinomie
Cette espèce a été décrite sous le protonyme Bavia sonsorol par Berry, Beatty et Prószyński en 1997. Elle est placée dans le genre Indopadilla par Maddison, Beattie, Marathe, Ng, Kanesharatnam, Benjamin et Kunte en 2020.

## Étymologie
Son nom d'espèce lui a été donné en référence au lieu de sa découverte, Sonsorol.

## Publication originale
- Berry, Beatty & Prószyński, 1997 : « Salticidae of the Pacific Islands. II. Distribution of nine genera, with descriptions of eleven new species. » Journal of Arachnology, vol. 25, no 2, p. 109-136 (texte intégral).